# História do Partido Comunista da União Soviética (Bolcheviques)
 A História do Partido Comunista de Toda a União (Bolcheviques): Breve Curso (Russo: История Всесоюзной Всесоюзной коммунистической партии (большевиков). Краткий курс), é um livro didático sobre a história do Partido Comunista da União Soviética (Bolcheviques) (PCUS (B)) (Russo: Всесоюзная коммунистическая партия (большевиков) - ВКП(б), romanizado: Vsesoyuznaya kommunisticheskaya partiya (bol'shevikov) - VKP(b)), publicado pela primeira vez em 1938. Coloquialmente conhecido como Breve Curso (Russo: Краткий курс), tornou-se o livro mais difundido durante a época (até 1952) em que Joseph Stalin serviu como Secretário-Geral do Comité Central do PCUS (B) e uma das obras mais importantes elucidando o Marxismo-leninismo.

## Visão geral
O livro foi encomendado por Stalin em 1935. Sobre os motivos para compilá-lo, Robert Service citou um oficial bolchevique que disse haver necessidade de um livro que "em vez da Bíblia" "desse uma resposta rigorosa [...] [a] muitas questões importantes". Na época, o partido preocupava-se com a abundância de publicações sobre a história do PCUS (B) e buscava um livro único, simples e confiável sobre o assunto. O livro foi escrito por uma equipe de historiadores e membros do partido, sendo os principais autores Vilhelm Knorin, Pyotr Pospelov e Yemelyan Yaroslavsky. Stalin escreveu o capítulo sobre o materialismo dialético.
Em 1937, um esboço do Breve Curso foi submetido a Stalin, que por sua vez solicitou várias revisões do texto, incluindo mais referências históricas. A 16 de Abril, o Politburo decretou que Knoriņ, Pospelov e Yaroslavsky seriam dispensados de todas as suas outras obrigações partidárias durante um período de quatro meses, a fim de completar o Breve Curso.
Entre 8 de setembro e 17 de setembro de 1938, Pospelov, Yaroslavsky, Vyacheslav Molotov e Andrei Zhdanov (Knorin foi preso no Grande Expurgo e executado em 29 de julho de 1938) reuniram-se diariamente com Stalin no seu escritório, no Kremlin, para fazer as últimas edições do manuscrito. O primeiro capítulo apareceu no Pravda em 9 de setembro de 1938 e o restante do texto foi publicado em série, sendo o último capítulo lançado a 19 de setembro. Naquele dia, o Politburo decidiu ter uma primeira edição de seis milhões de exemplares, a ser vendida a um preço particularmente baixo - três rublos a cópia, o equivalente ao preço de um litro e meio de leite na época. Em 1º de outubro, o livro foi lançado.
Em 14 de Novembro, o Comité Central emitiu uma resolução sobre A Conduta da Propaganda do Partido em Relação à Publicação do Breve Curso, declarando que "acaba com toda arbitrariedade e confusão na apresentação da história do partido" e transformando o livro em leitura obrigatória no currículo de todos os estudantes universitários e frequentadores de escolas partidárias.
Até à morte de Stalin em Março de 1953, o Breve Curso foi reimpresso 301 vezes e teve 42.816.000 exemplares emitidos apenas em russo. Além disso, foi traduzido para 66 outros idiomas. Na Hungria, 530.000 cópias foram impressas entre 1948 e 1950. Na Tchecoslováquia, mais de 652.000 cópias foram impressas de 1950 a 1954. Foi o trabalho mais difundido no tempo de Stalin e nenhuma publicação comunista bateu o seu recorde até às Citações do Presidente Mao.
Em 1956, Nikita Khrushchev repudiou formalmente o Breve Curso no seu "Discurso Secreto". Uma nova história oficial do partido escrita por uma equipa liderada por Boris Ponomarev foi publicada em 1962 sob o nome de A História do Partido Comunista da União Soviética.

## Mudanças no texto
A versão da história do partido descrita na primeira edição de 1938 foi significativamente alterada para corresponder às preferências de Stalin e mudou durante as reimpressões subsequentes, seguindo as mudanças na liderança do partido.[carece de fontes?]
Líderes bolcheviques veteranos como Nikolai Bukharin, Lev Kamenev, Alexei Rykov, Leon Trotsky e Grigory Zinovyev, que entraram em conflito com Stalin e foram mortos na década de 1930, foram descritos como "mencheviques" que desde o início "se opuseram a Lenin e ao partido Bolchevique".[carece de fontes?] Os nomes de Filipp Goloshchyokin e Nikolai Yezhov, inicialmente descritos como "líderes experientes engajados no esclarecimento do Exército Vermelho" em 1938, foram excluídos do livro depois que ambos foram presos em 1939.[carece de fontes?]

## Influência na China
Embora o Breve Curso tenha acabado por ser rejeitado pela liderança soviética durante o Degelo de Kruschev, as suas formulações, especialmente a ideia de que a luta de classes não só continuou, como se intensificou à medida que o Estado avançava para o socialismo, continuaram a ter uma importância fundamental na China, onde Mao Tsé-Tung atacou repetidamente os seus opositores no Partido Comunista da China como "via capitalista" e agentes de conspirações burguesas, contra-revolucionárias e do Kuomintang. Mao sentiu que o Breve Curso combinava melhor os ensinamentos de Karl Marx e Vladimir Lenin, além de ser um projecto para aplicar os ideais comunistas no mundo real. A China continuava a crescer para um estado Marxista-leninista e isso aconteceu plenamente em 1949, tornando praticamente um terço da população do mundo sob o comando do Marxismo-leninismo.